# Équipe de Suisse de football à la Coupe du monde 1938

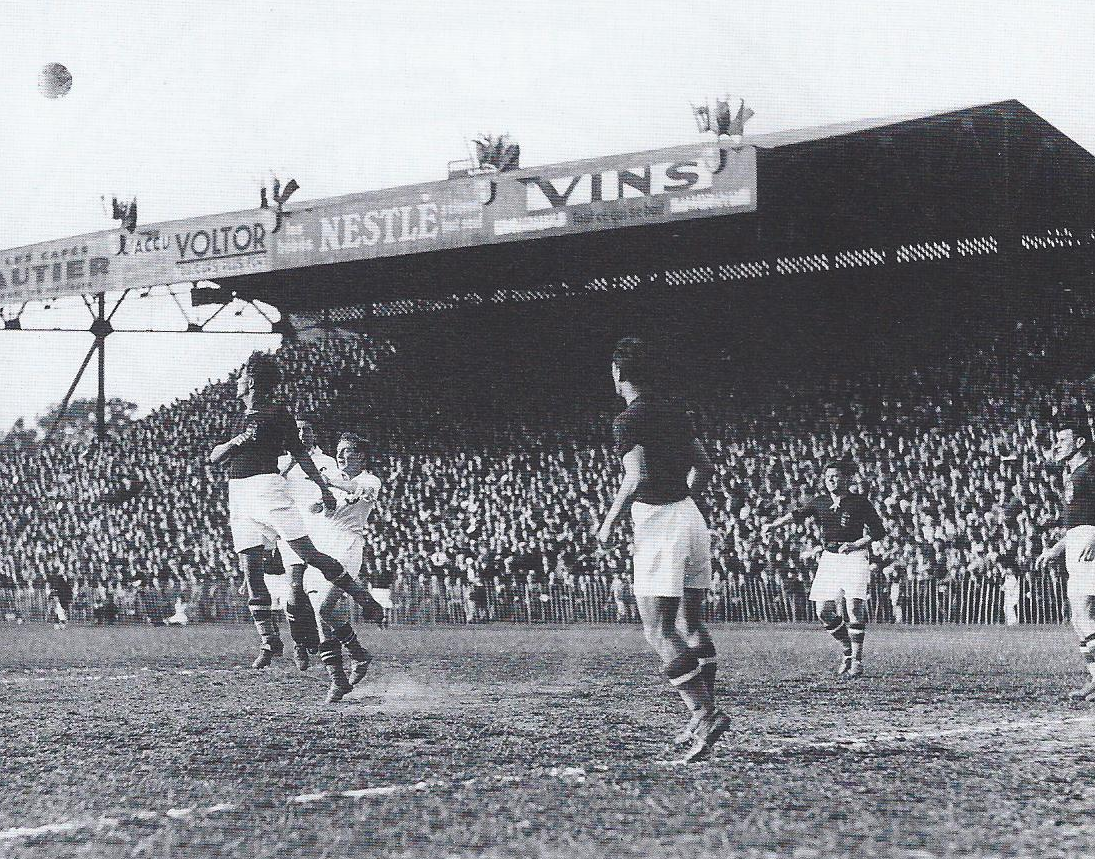
Scène du match contre la Hongrie.

L'équipe de Suisse de football participe à sa deuxième Coupe du monde lors de l'édition 1938 qui se tient en France du 4 juin 1938 au 19 juin 1938.
La Suisse se présente après avoir atteint les quarts de finale lors de l'édition 1934. Elle réédite la même performance en éliminant l'Allemagne au cours du 1er tour, puis en étant battu par le futur finaliste hongrois lors du match suivant.

## Phase qualificative
La nation est placée dans le groupe 5 de la zone Europe avec le Portugal. La poule consiste en un match unique disputé sur terrain neutre à Milan et les Suisse gagnent sur un score de 2-1.
| 1er mai 1938              | Suisse               | 2 - 1   | Portugal            | Arena Civica, Milan                               |                                                   |
| Historique des rencontres | Aeby 25e · Amadò 30e | (2 - 0) | 73e (pen.) Peyroteo | Spectateurs : 20 000 Arbitrage : Francesco Mattea | Spectateurs : 20 000 Arbitrage : Francesco Mattea |
| Historique des rencontres | Rapport              |         |                     | Spectateurs : 20 000 Arbitrage : Francesco Mattea | Spectateurs : 20 000 Arbitrage : Francesco Mattea |

## Préparation
| 8 mai 1938                | Suisse  | 0 - 3   | Belgique                       | La Pontaise, Lausanne                              |                                                    |
| Historique des rencontres |         | (0 - 1) | 24e 48e Voorhoof · 77e Capelle | Spectateurs : 20 000 Arbitrage : Raffaele Scorzoni | Spectateurs : 20 000 Arbitrage : Raffaele Scorzoni |
| Historique des rencontres | Rapport |         |                                | Spectateurs : 20 000 Arbitrage : Raffaele Scorzoni | Spectateurs : 20 000 Arbitrage : Raffaele Scorzoni |

| 21 mai 1938               | Suisse                         | 2 - 1   | Angleterre        | Hardturm, Zurich                                      |                                                       |
| Historique des rencontres | Aeby 30e · Abegglen 80e (pen.) | (1 - 1) | 33e (pen.) Bastin | Spectateurs : 25 000 Arbitrage : Peter Joseph Bauwens | Spectateurs : 25 000 Arbitrage : Peter Joseph Bauwens |
| Historique des rencontres | Rapport                        |         |                   | Spectateurs : 25 000 Arbitrage : Peter Joseph Bauwens | Spectateurs : 25 000 Arbitrage : Peter Joseph Bauwens |

## Phase finale

### Effectif
L'Allemand Karl Rappan est le sélectionneur de la Suisse durant la Coupe du monde.
| No. | Pos.      | Joueur              | Date de naissance et âge | Sélec.  | Club                      |
| --- | --------- | ------------------- | ------------------------ | ------- | ------------------------- |
| -   | Attaquant | André Abegglen      | 7 mars 1909              | 38 (25) | FC Sochaux-Montbéliard    |
| -   | Attaquant | Georges Aeby        | 10 septembre 1910        | 17 0(6) | Servette de Genève        |
| -   | Attaquant | Paul Aeby           | 10 septembre 1910        | 11 0(2) | Young Boys de Berne       |
| -   | Attaquant | Lauro Amadò         | 14 mars 1912             | 13 0(4) | FC Lugano                 |
| -   | Gardien   | Erwin Ballabio      | 20 octobre 1918          | 00 0(0) | Football Club de Granges  |
| -   | Attaquant | Alfred Bickel       | 2 mai 1918               | 17 0(5) | Grasshopper Zurich        |
| -   | Gardien   | Renato Bizzozero    | 7 septembre 1912         | 19 0(0) | FC Lugano                 |
| -   | Attaquant | Alessandro Frigerio | 15 novembre 1914         | 10 0(1) | Le Havre Athletic Club    |
| -   | Attaquant | Tullio Grassi       | 5 février 1910           | 06 0(2) | FC Lugano                 |
| -   | Milieu    | Albert Guinchard    | 10 novembre 1914         | 10 0(0) | Servette de Genève        |
| -   | Gardien   | Willy Huber         | 17 décembre 1913         | 08 0(0) | Grasshopper Zurich        |
| -   | Attaquant | Leopold Kielholz    | 9 juin 1911              | 17 (12) | SC Young Fellows Juventus |
| -   | Défenseur | August Lehmann      | 26 janvier 1909          | 14 0(2) | Grasshopper Zurich        |
| -   | Milieu    | Ernst Lörtscher     | 15 mars 1913             | 17 0(0) | Servette de Genève        |
| -   | Défenseur | Severino Minelli    | 6 septembre 1909         | 61 0(0) | Grasshopper Zurich        |
| -   | Milieu    | Oscar Rauch         |                          | 02 0(0) | Grasshopper Zurich        |
| -   | Attaquant | Eugen Rupf          |                          | 06 0(1) | Grasshopper Zurich        |
| -   | Milieu    | Hermann Springer    | 4 décembre 1908          | 16 0(1) | Grasshopper Zurich        |
| -   | Défenseur | Adolf Stelzer       | 1er septembre 1908       | 13 0(1) | Lausanne-Sports           |
| -   | Milieu    | Sirio Vernati       | 12 mai 1907              | 17 0(0) | Grasshopper Zurich        |
| -   | Attaquant | Fritz Wagner        |                          | 08 0(2) | Grasshopper Zurich        |
| -   | Attaquant | Eugène Walaschek    | 20 juin 1916             | 09 0(2) | Servette de Genève        |

### Huitièmes de finale
| 4 juin 1938                         | Allemagne                                                                                               | 1 - 1 a. p. | Suisse                                                                                                 | Parc des Princes, Paris                        |                                                |
| 18 h 00 · Historique des rencontres | Gauchel 29e                                                                                             | (1 - 1)     | 43e Abegglen                                                                                           | Spectateurs : 27 152 Arbitrage : John Langenus | Spectateurs : 27 152 Arbitrage : John Langenus |
| 18 h 00 · Historique des rencontres | Rapport                                                                                                 |             | | Spectateurs : 27 152 Arbitrage : John Langenus | Spectateurs : 27 152 Arbitrage : John Langenus |
| 18 h 00 · Historique des rencontres | Raftl - Janes, Schmaus - Kupfer, Mock , Kitzinger - Lehner, Gellesch, Gauchel, Hahnemann, Pesser ( 96e) | Équipes     | Huber - Minelli , Lehmann - Springer, Vernati, Lörtscher - Amadò, Walaschek, Bickel, Abegglen, G. Aeby | Spectateurs : 27 152 Arbitrage : John Langenus | Spectateurs : 27 152 Arbitrage : John Langenus |

| Match rejoué                                      | Allemagne                                                                                          | 2 - 4   | Suisse                                                                                                 | Parc des Princes, Paris                      |                                              |
| 9 juin 1938 · 18 h 00 · Historique des rencontres | Hahnemann 8e · Lörtscher 21e (csc)                                                                 | (2 - 1) | 42e Walaschek · 64e Bickel · 75e 78e Abegglen                                                          | Spectateurs : 20 025 Arbitrage : Ivan Eklind | Spectateurs : 20 025 Arbitrage : Ivan Eklind |
| 9 juin 1938 · 18 h 00 · Historique des rencontres | Rapport                                                                                            |         | | Spectateurs : 20 025 Arbitrage : Ivan Eklind | Spectateurs : 20 025 Arbitrage : Ivan Eklind |
| 9 juin 1938 · 18 h 00 · Historique des rencontres | Raftl - Janes, Streitle - Kupfer, Goldbrunner, Skoumal - Lehner, Stroh, Szepan , Hahnemann, Neumer | Équipes | Huber - Minelli , Lehmann - Springer, Vernati, Lörtscher - Amadò, Walaschek, Bickel, Abegglen, G. Aeby | Spectateurs : 20 025 Arbitrage : Ivan Eklind | Spectateurs : 20 025 Arbitrage : Ivan Eklind |

### Quarts de finale
| 12 juin 1938                        | Hongrie                                                                                      | 2 - 0   | Suisse                                                                                               | Stade Victor-Boucquey, Lille                        |                                                     |
| 17 h 00 · Historique des rencontres | Sárosi 40e · Zsengellér 90e                                                                  | (1 - 0) | | Spectateurs : 15 000 Arbitrage : Rinaldo Barlassina | Spectateurs : 15 000 Arbitrage : Rinaldo Barlassina |
| 17 h 00 · Historique des rencontres | Rapport                                                                                      |         | | Spectateurs : 15 000 Arbitrage : Rinaldo Barlassina | Spectateurs : 15 000 Arbitrage : Rinaldo Barlassina |
| 17 h 00 · Historique des rencontres | Szabó - Korányi, S. Bíró - Lázár, Turay, Szalay - Sas, Zsengellér, G. Sárosi , Vincze, Kohut | Équipes | Huber - Stelzer, Lehmann - Springer, Vernati, Lörtscher - Amadò, Walaschek, Bickel, Abegglen, Grassi | Spectateurs : 15 000 Arbitrage : Rinaldo Barlassina | Spectateurs : 15 000 Arbitrage : Rinaldo Barlassina |

## Navigation